# The Producers (1968)
The Producers is een Amerikaanse filmkomedie uit 1968, geschreven en geregisseerd door Mel Brooks. Het was de eerste film van Brooks als regisseur. De hoofdrollen worden vertolkt door Gene Wilder, Zero Mostel en Kenneth Mars.
De film won een Oscar voor beste originele scenario en acteur Gene Wilder was genomineerd voor de Oscar voor best mannelijke bijrol. De film werd in 1996 opgenomen in het National Film Registry.

## Verhaal
De mislukte theaterproducent Max Bialystock bedenkt samen met zijn boekhouder Leo Bloom een plan om de grootste theaterflop aller tijden te produceren, waarna ze een groot bedrag kunnen zwartmaken en daarmee naar Rio de Janeiro emigreren. Ze vinden deze flop in het scenario genaamd Springtime for Hitler: A Gay Romp with Adolf and Eva at Berchtesgaden geschreven door de nationaalsocialist Franz Liebkind. Ze huren de slechtste regisseur van Broadway in en laten de hoofdrol spelen door een onhandelbare hippie met de bijnaam LSD. Het gaat echter helemaal fout wanneer het publiek de door LSD uitgevoerde beatnik-versie van Adolf Hitler heel grappig vindt.

## Rolverdeling
| Acteur             | Personage      |
| ------------------ | -------------- |
| Zero Mostel        | Max Bialystock |
| Gene Wilder        | Leo Bloom      |
| Dick Shawn         | L.S.D.         |
| Kenneth Mars       | Franz Liebkind |
| Lee Meredith       | Ulla           |
| Christopher Hewett | Roger De Bris  |
| Andréas Voutsinas  | Carmen Ghia    |
| Estelle Winwood    | Oude dame      |
| Renée Taylor       | Eva Braun      |
| David Patch        | Goebbels       |
| William Hickey     | Dronkenman     |
| Barney Martin      | Göring         |
| Shimen Ruskin      | Huisbaas       |
| Frank Campanella   | Barman         |
| Josip Elic         | Violist        |

## Achtergrond

### Productie
- De voorzitter van de jury wordt gespeeld door Bill Macy, die later bekend werd door de sitcom Maude.
- In de film is ook Barney Martin te zien, die later bekend zou worden als Jerry Seinfeld's vader, Morty, in Seinfeld;
- Schrijver-regisseur Mel Brooks is in de film te horen; hij zingt het lied "Don't be stupid, be a smarty/Come and join the Nazi Party".
- Oorspronkelijk was Dustin Hoffman gecast als Franz Liebkind, maar hij trok zich terug voor een rol in The Graduate (1967).
- Mel Brooks wilde de film eigenlijk de titel Springtime for Hitler geven, maar Embassy Pictures producer Joseph E. Levine was hier tegen. In Zweden werd de film wel onder deze titel uitgebracht.

### Uitgifte en ontvangst
Volgens Brooks wilde Embassy de film eerst niet uitbrengen. Peter Sellers kreeg echter wel een privé-voorstelling van de film te zien, en deed een oproep in Variety om de film toch uit te laten brengen. Desondanks werd de film maar in beperkte oplage uitgebracht. In Duitsland werd de film verboden.
De film werd met gemengde reacties ontvangen, en kreeg van critici behoorlijk harde en negatieve recensies: Renata Adler ("shoddy and gross and cruel", The New York Times); Stanley Kauffmann ("the film bloats into sogginess", The New Republik); Pauline Kael ("amateurishly crude", The New Yorker); en Andrew Sarris.
Toch was niet iedereen negatief over de film. Time gaf de film een goede beoordeling.

### Bewerkingen
- In 2001 verscheen een musicalversie die lange tijd op Broadway speelde.
- Ook verscheen er in 2005 een remake van de film, sterk gebaseerd op de musicalversie.
- In het seizoen 2011 / 2012 bracht Mark Vijn Theaterproducties de musical in Nederland op de planken. Hoofdrollen waren voor Johnny Kraaijkamp jr., Noortje Herlaar, Dick van den Toorn en Joey Schalker.

## Prijzen en nominaties
In 1968 won The Producers een Oscar voor beste originele scenario. Datzelfde jaar werd acteur Gene Wilder genomineerd voor de Oscar voor beste mannelijke bijrol.
In 1969 won de film een Writers Guild of America Award voor beste scenario.
De film werd in 1996 opgenomen in het National Film Registry.
De film staat op twee lijsten van het American Film Institute:
- AFI's 100 Years... 100 Laughs #11
- AFI's 100 Years... 100 Songs #80